# Canabassa
|  | No s'ha de confondre amb carabassa. |

La canabassa o lladracà (Eupatorium cannabinum) és una planta amb flor herbàcia de la família de les asteràcies. És una planta perenne robusta originària de moltes zones d'Europa incloent els Països Catalans. De vegades es troba, escapada dels jardins, en zones com la província canadenca de British Columbia.
És l'única espècie del gènere Eupatorium que és originària d'Europa.

## Descripció
La canabassa fa fins a 1,5 m d'alt i uns 1,2 m d'amplada. Viu en moltes zones humides d'Euràsia temperada. És un caducifoli amb raïms de flors malves. Floreix (als Països Catalans) de juliol a agost. El fruit és un aqueni d'uns 2 o 3 mm de llargada amb un papus amb pèls de 3 a 5 mm de llargada. Passa l'hivern com a hemicriptòfit.

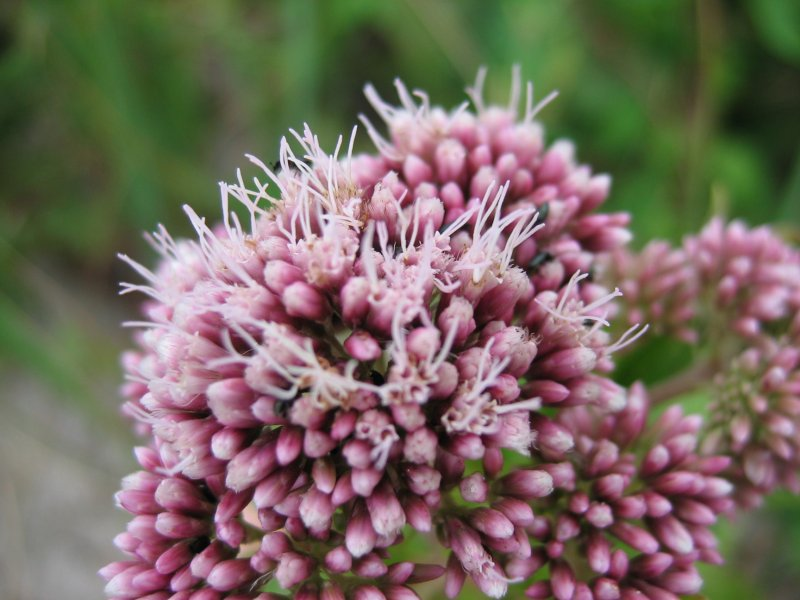
Detall de la flor

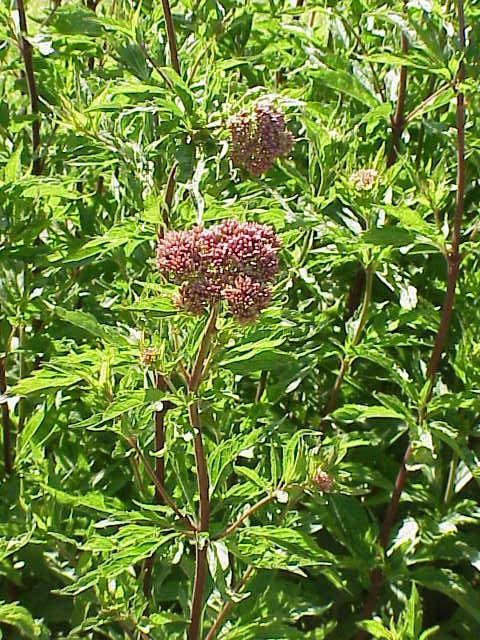
Mata de canabassa

Viu en vorades de vernedes i altres boscs de ribera. Es troba sobretot a la Catalunya humida i al País Valencià al territori catalanídic sud (Ports de Morella, L'Alcaltén, La Plana Baixa), territori serrànic i territori diànic. A les Balears només es troba a Mallorca, on només es troba en una sola localitat de la Serra de Tramuntana, i potser és una espècie introduïda. Viu entre el nivell del mar i els 1650 m

## Toxicitat
Eupatorium cannabinum conté alcaloides tumorogènics.

## Subespècies
- Eupatorium cannabinum L. subsp. cannabinum
- Eupatorium cannabinum L. subsp. corsicum (Req. ex Loisel.) P.Fourn.